# Scoriopsis infumata
Scoriopsis infumata är en fjärilsart som beskrevs av W. Warren 1901. Scoriopsis infumata ingår i släktet Scoriopsis och familjen mätare. Inga underarter finns listade.